# نيلز فريدبورج
نيلز فريدبورج (بالدنماركية: Niels Fredborg)‏ مواليد 26 أكتوبر 1946 في الدنمارك، هو دراج دانمركي سابق. سبق أن شارك في دورة الألعاب الأولمبية الصيفية وفاز بميدالية أولمبية.

## الميداليات
| الميدالية | المسابقة                       |
| --------- | ------------------------------ |
| فضية      | الألعاب الأولمبية الصيفية 1968 |
| ذهبية     | الألعاب الأولمبية الصيفية 1972 |
| برونزية   | الألعاب الأولمبية الصيفية 1976 |

## روابط خارجية
- نيلز فريدبورج على موقع أرشيف الدراجات (الإنجليزية)
- نيلز فريدبورج على موقع إحصائيات الدراجات الإحترافية (الإنجليزية)
- نيلز فريدبورج على موقع CycleBase (الإنجليزية)
- نيلز فريدبورج على موقع أوليمبيديا (الإنجليزية)